# We Meaning You Tour
Il We Meaning You Tour è un tour della cantante australiana Sia, a supporto dell'album We Are Born (2010).
È iniziato a Vancouver il 10 aprile 2010 e si è concluso ad Adelaide l'8 febbraio 2011. Sia documentò molte delle date tramite dei piccoli vlog, che pubblicò nel suo canale YouTube.

## Storia
Sia annunciò il tour nel febbraio del 2010, rivelandone le date. Esso si svolse principalmente in teatri e club. Nonostante questo però, Sia non mancò di visitare il celebre Coachella Festival, con un concerto a Indio il 17 aprile.
La cantante dovette fare i conti anche con alcuni problemi di salute, che causarono una fine anticipata del concerto di Vancouver.

## Scaletta
1. The Fight
2. Buttons
3. Big Girl Little Girl
4. Little Black Sandals
5. Oh Father (cover di Madonna)
6. You've Changed
7. Lentil
8. Never Gonna Leave Me
9. The Girl You Lost to Cocaine
10. I Go to Sleep (cover dei The Applejacks)
11. Cloud
12. Clap Your Hands
13. Breathe Me
14. Day To Soon
15. Soon We'll Be Found

## Formazione
- voce: Sia
- basso: Sam Dixon
- chitarra: Tim Vanderkuil
- tastiera: Joe Kennedy
- batteria: Felix Bloxsom

## Date
| Date             | Città         | Paese         | Luogo                     |
| Nord America     | Nord America  | Nord America  | Nord America              |
| ---------------- | ------------- | ------------- | ------------------------- |
| 10 aprile 2010   | Vancouver     | Canada        | Commodore                 |
| 12 aprile 2010   | Seattle       | Stati Uniti   | Market                    |
| 13 aprile 2010   | Portland      | Stati Uniti   | Wonder Ballroom           |
| 14 aprile 2010   | San Francisco | Stati Uniti   | The Regency Ballroom      |
| 17 aprile 2010   | Indio         | Stati Uniti   | Coachella Festival        |
| 19 aprile 2010   | San Diego     | Stati Uniti   | House of Blues            |
| 20 aprile 2010   | Phoenix       | Stati Uniti   | The Marquee               |
| 22 aprile 2010   | Denver        | Stati Uniti   | Gothic Theatre            |
| 24 aprile 2010   | Minneapolis   | Stati Uniti   | Fine Line                 |
| 25 aprile 2010   | Chicago       | Stati Uniti   | Vil Theatre               |
| 26 aprile 2010   | Detroit       | Stati Uniti   | St. Andrews               |
| 28 aprile 2010   | Toronto       | Canada        | Phoenix                   |
| 30 aprile 2010   | Montréal      | Canada        | Club Soda                 |
| 1 maggio 2010    | Boston        | Stati Uniti   | House of Blues            |
| 2 maggio 2010    | Filadelfia    | Stati Uniti   | TLA                       |
| 4 maggio 2010    | Washington    | Stati Uniti   | 9:30 Club                 |
| 5 maggio 2010    | Annapolis     | Stati Uniti   | Rams Head                 |
| 6 maggio 2010    | New York      | Stati Uniti   | Terminal 5                |
| Europa           |               |               |                           |
| 12 maggio 2010   | Copenaghen    | Danimarca     | Falkoner Theatre          |
| 15 maggio 2010   | Lilla         | Francia       | L'Aèronef                 |
| 16 maggio 2010   | Bruxelles     | Belgio        | Ancienne Belgique         |
| 17 maggio 2010   | Utrecht       | Paesi Bassi   | MCV                       |
| 18 maggio 2010   | Parigi        | Francia       | Olympia                   |
| 27 maggio 2010   | Londra        | Regno Unito   | The Roundhouse            |
| Oceania          |               |               |                           |
| 21 gennaio 2011  | Auckland      | Nuova Zelanda | Mount Smart Stadium       |
| 23 gennaio 2011  | Gold Coast    | Australia     | Gold Coast Parklands      |
| 26 gennaio 2011  | Sydney        | Australia     | Sydney Showground Stadium |
| 27 gennaio 2011  | Sydney        | Australia     | Sydney Showground Stadium |
| 30 gennaio 201   | Melbourne     | Australia     | Flemington Racecourse     |
| 1º febbraio 2011 | Melbourne     | Australia     | Palais Theatre            |
| 2 febbraio 2011  | Sydney        | Australia     | Enmore Theatre            |
| 4 febbraio 2011  | Adelaide      | Australia     | Adelaide Showground       |
| 6 febbraio 2011  | Perth         | Australia     | Claremont Showground      |
| 8 febbraio 2011  | Adelaide      | Australia     | Thebarton Theatre         |